# Huyton
Huyton è un paese abitato da 33.193 abitanti della contea del Merseyside, in Inghilterra.